# 有馬豐氏
有馬豐氏（日语：／ Arima Toyouji，1569年5月18日—1642年11月22日）是日本戰國時代武將和江戶時代前期的大名，最初是擔任丹波福知山藩主，其後兼領三田領，及後成為筑後久留米藩首任藩主。

## 生涯
永祿12年（1569年），豐氏作為攝津有馬氏出身的有馬則賴的次子，於播磨三木的滿田城出世（現兵庫縣三木市內）。攝津有馬氏源於赤松氏庶流，因此又被稱為有馬赤松家，在室町時代以攝津國有馬郡為根據地開始，便開始以有馬為姓。自豐氏的祖父有馬重則的時期開始，攝津有馬氏進駐了三木。此外，重則的正室是出身於在室町幕府政權下擔任管領的細川京兆家，而豐氏則是細川澄元之外孫。
豐氏在年青的時候開始跟從父親重則在各地參戰，由於其兄有馬則氏是候任家督，因此豐氏仕官於姊夫渡瀨繁詮並擔任家老。天正20年（1592年），豐臣氏出兵朝鮮，豐氏亦率領200名士兵在名護屋城參戰。
文祿4年（1595年），受到豐臣秀次事件牽連渡瀨繁詮被豐臣秀吉下令切腹，其所領和家臣全部由豐氏來繼承，並且作為遠江橫須賀藩3萬石大名，替秀吉效力。
在秀吉死後，豐氏與父親開始靠攏德川家康，慶長4年（1599年）正月，豐氏奉家康之命在淀城駐守，並成為德川家的御伽眾。慶長5年（1600年）6月，豐氏迎娶了家康的養女連姬。
同年9月的關原之戰，豐氏作為東軍參與了攻略美濃國岐阜城以及在關原防守後方。同年12月，鑑於有馬父子的功績，家康將有馬家的發祥地有馬郡三田2萬石的知行賞賜給則賴，而豐氏則獲加封至丹波福知山6萬石。慶長7年（1602年），則賴死去，豐氏繼承其三田2萬石的領地，成為8萬石大名。豐氏作為首任福知山藩主，開發福知山的町而為人所知。
慶長19年（1614年）爆發的大坂之役，豐氏作為德川方，亦立下戰功。
元和6年（1620年）12月8日，豐氏獲加封至筑後國久留米21萬石成為筑後國之主。元和7年（1621年）3月18日，豐氏正式入主久留米，並著手修築因一國一城令而被前藩主田中氏破棄的支城久留米城，並且採用榎津城和福島城等廢城的材料來修建。另外在同年，豐氏將原本位於福知山的瑞巖寺遷移至久留米並改稱梅林寺。
寛永14年（1637年）11月，島原之亂爆發，豐氏當時身在江戶，儘管已經年老但仍然堅持出陣。在島原之亂中，久留米藩有6300多人參戰，其中173人戰死，1,412人受傷。
寛永19年（1642年）9月30日，豐氏以74歲之齡去世。家督由長男有馬忠賴繼承。墓所是位於福岡縣久留米市京町的江南山梅林寺。豐氏死後，其兩名近身侍從亦殉死，並葬於豐氏之廟的旁邊。明治10年（1877年），篠山神社建成，亦有供奉豊氏。

## 年譜
※明治4年之前為農曆日期
- 文祿3年（1594年）6月，就任從五位下玄蕃頭。
- 文祿4年（1595年），以3,000石仕官於豐臣秀吉。
  - 8月，增封至遠江國橫須賀3萬石。
- 慶長3年（1598年）8月，豐臣秀吉死去後靠攏德川家康並成為其御伽眾となる。
- 慶長5年（1600年）
  - 6月，與德川家康的養女連姫結婚。在關原之戰加入東軍。
  - 12月13日，增封至丹波國福知山6萬石。
- 慶長7年（1602年）8月之後，繼承其父則賴遺下的攝津國三田2萬石，總共領8萬石。
- 元和6年（1620年）閏12月8日，加封至筑後國久留米21萬石。
- 寛永3年（1626年）8月19日，升至從四位下，留任玄蕃頭。
- 寛永11年（1634年）7月16日，兼任侍從（日语：侍従）。
- 寛永19年（1642年）9月30日，死去。享年74歲，法號為春林院殿如夢道長大居士。
- 大正5年（1916年）11月15日，政府贈其從三位。

## 人物
- 豐氏亦好茶道，有時會被列入為利休七哲之一。
- 豐氏年輕時即皈依禪宗，亦有涉獵儒學，被指為人節儉，生活樸素[3]。
- 淨土真宗本願寺東西分裂的時候，豐氏認為跟從哪一邊是信徒的自由，然而在晩年寛永14年（1637年），轉為排斥東本願寺派。這是因為幕府中人要求藩內信徒歸信東本願寺，豐氏認為這種行為等同介入藩政，而轉變立場。然而，繼任藩主的有馬忠賴（日语：有馬忠頼）卻反而排斥西本願寺派[5]。
- 豐氏對築城和土木頗有心得，曾經參與在慶長11年建設江戶城本丸、慶長12年駿府城的建築、慶長16年在皇居的建築和元和4年大坂城的修葺[1]。與此同時，對於藩的財政亦有相當的壓力[6]。入主久留米後，為了建設城和城下町以及受島原之亂的影響，在負擔沉重下向徵收重稅，領民多有不滿[7]。
- 豐氏統治的久留米藩為了增加稅收，將徵收的標準提高1.5倍至32萬石，而同樣的政策在橫須賀和福知山亦有實行，他亦因此被稱為「玄蕃高」[8]。
- 最初從姊夫的家老到成為21萬石大名的豐氏，擁有不同的家臣團。其中包括出身自渡瀨家的「橫須賀眾」、其父在三田藩的「梅林公御代眾」、在福知山招募的「丹波眾」和在久留米發掘的家臣。這些派閥對於久留米藩的政治亦有所影響[9]。